# 34. (hrvaška) divizija (NOVJ)
34. (hrvaška) divizija je bila partizanska divizija, ki je delovala v sklopu NOV in POJ v Jugoslaviji med drugo svetovno vojno.
Ustanovljena je bila 30. januarja 1944.